# 千本松仁
千本松 仁（せんぼんまつ じん、1984年4月28日 - ）は、ゲームミュージックを中心とした作曲家、編曲家、ギタリスト。千葉県銚子市出身。

## 略歴
中学生の頃よりエレクトリック・ギターを始め、高校生で作曲を行い、自身のバンドや他アーティストに楽曲提供を開始。
銚子市立銚子高等学校卒業後、ギターを藤本和孝、作曲を飯島俊成・高橋コウタに師事。
2006年、コナミデジタルエンタテインメント入社。同年9月13日稼動開始の『GuitarFreaksV3』『DrumManiaV3』のシステムBGMと、楽曲「AXIS」を皮切りに、BEMANIシリーズを4年間担当。
その後、関連会社のKPEから発売された遊技機（パチスロ）のサウンドを7年間担当。パチスロ『マジカルハロウィン2』『マジカルハロウィン3』のBGMなどを担当した。
2017年6月30日、コナミデジタルエンタテインメントを退社。以降フリーランスとして活動しつつ、元同僚の田中智之が設立した株式会社 FIVE LEAF CLOVERに参画。

## 参加作品
- GUITARFREAKS
- drummania
- マジカルハロウィン2
- マジカルハロウィン3
- マジカルハロウィン4
- クイズRPG 魔法使いと黒猫のウィズ
- JUDGE EYES:死神の遺言
- 龍が如く7 光と闇の行方
- maimai

## 主な楽曲
()内は、初収録のゲーム名もしくはCD名:アーティスト名義。

### 自作品
- AXIS (GuitarFreaksV3 & DrumManiaV3:千本松仁)
- Jake in the Box (GuitarFreaksV3 & DrumManiaV3 SOUNDTRACK:千本松仁『JET WORLD』(泉陸奥彦)・『CASSANDRA』(亜熱帯マジ-SKA爆弾)・『TWILIGHT MOON』(肥塚良彦)・『Cutie pie』(Toshio Sakurai)・『WILD RIDE』(Kozo Nakamura)・『SEA ANEMONES』(Jimmy Weckl)・『DRY MARTINI』(Atsuki)・『SMILE FOR YOU』(古川もとあき)のアレンジ
- Raining Sunshine (GuitarFreaks V4 Яock×Rock&DrumMania V4 Яock×Rock:Nina Lee Kaminsky)
- First Date (GuitarFreaks V4 Яock×Rock&DrumMania V4 Яock×Rock:ko-saku)
- Dynamis （GuitarFreaksV5 & DrumManiaV5:千本松仁）
- からふるぱすてる （GuitarFreaksV5 & DrumManiaV5:ki☆ki）
- Opus Life （GuitarFreaks V5 & DrumMania V5:Taisho）
- Rock to Infinity (GuitarFreaks V5 & DrumMania V5:千本松仁)
- まじかる☆カーニバル (Magical Halloween2:アリス（堀江由衣）、ローズ（富沢美智恵）、フロスト（釘宮理恵）、ノワール（茅原実里）)
  - 氏は上記の曲以外にもMagical Halloween2でBGMをいくつか手掛けている(参照：Magical Halloween2 ORIGINAL SOUNDTRACK)
- Xenon (GuitarFreaksXG3 & DrumManiaXG3:千本松仁)
- ホシゾラマップ (Magical Halloween4:アリス（堀江由衣) )
- ARAIS (maimai でらっくす Splash:千本松仁)

### 演奏参加
- No Hesitation (家庭用GuitarFreaksV2 & DrumManiaV2:Thomas Howard Lichtenstein) - 作曲:Yuei（ギター演奏）
- El Dorado (GuitarFreaksV3 & DrumManiaV3 SOUNDTRACK:TAG) - 作曲:TAG（ギター演奏）
- ギタードライブ (GuitarFreaksV3 & DrumManiaV3 SOUNDTRACK:Handsome JET) - 作曲:小野秀幸（ギター演奏）
- PRIME LIGHT（GuitarFreaks V4 Яock×Rock&DrumMania V4 Яock×Rock　SOUNDTRACK:TAG)  - 作曲:TAG（ギター・ベース演奏）